# O, sprid det glada bud
O, sprid det glada bud är en sång från 1884 med text av Francis Bottome, översatt av "okänd" till svenska 1913 och textbearbetad 1986 av Gunnar Melkstam. Musiken är komponerad 1884 av William J. Kirkpatrick.

## Publicerad i
- Samlingstoner 1919 som nr 208 under rubriken "Verksamhetssånger".
- Frälsningsarméns sångbok 1929 som nr 533 under rubriken "Frälsningen i Kristus".
- Musik till Frälsningsarméns sångbok 1930 som nr 533.
- Segertoner 1930 som nr 173 under rubriken "Den Helige Ande. Andedopet. (Pingstsånger)".
- Segertoner 1960 som nr 173 under rubriken "Den Helige Ande. Andedopet. (Pingstsånger)".
- Kristus vandrar bland oss än 1965 som nr 41.
- Frälsningsarméns sångbok 1968 som nr 633 under rubriken "Högtider - Pingst".
- Psalmer och Sånger 1987 som nr 528 under rubriken "Kyrkoåret - Pingst"[2]
- Segertoner 1988 som nr 382 under rubriken "Fader, son och ande - Anden, vår hjälpare och tröst".[1]
- Frälsningsarméns sångbok 1990 som nr 742 under rubriken "Pingst".
- Sångboken 1998 som nr 98.